# 爱丁堡皇家学会会员
爱丁堡皇家学会会员（英語：Fellowship of the Royal Society of Edinburgh，縮寫：FRSE）是授予爱丁堡皇家学会所认定的「在所处学科中非常杰出的」个人。

## 选举
每年三月份将会推选出约50名新院士。截至2016年，共选举出了1650名会员，其中包括71名荣誉院士(HFRSE)和76名正式院士。
院士们拥有使用“FRSE”勋衔的资格。

## 院士
当代较著名的院士或会员主要有：彼得·希格斯和约瑟琳·贝尔·伯奈尔，以前的院士有梅尔文·卡尔文和本杰明·富兰克林。要了解更多的院士名单请查阅分类:爱丁堡皇家学会院士，该学会已出版了从1783年-2002年间所有院士的履历清单(第I部分 （页面存档备份，存于）,  第II部分 （页面存档备份，存于）).

## 备注
1. 1 2 3 4  Anon. . Edinburgh: royalsoced.org.uk. 2016.[永久]
2. ↑  Anon.  (PDF). Edinburgh: 爱丁堡皇家学会. 2016. （原始内容 (PDF)存档于2016-03-30）.
3. ↑  O'Connor, John J.; Robertson, Edmund F. . www-history.mcs.st-and.ac.uk. MacTutor数学史档案. 2016  [2017-09-03]. （原始内容存档于2017-03-31）.